# Sheringham Park
Sheringham Park är en park i Storbritannien.   Den ligger i grevskapet Norfolk och riksdelen England, i den sydöstra delen av landet, 180 km nordost om huvudstaden London. Sheringham Park ligger 68 meter över havet.
Terrängen runt Sheringham Park är platt. Havet är nära Sheringham Park norrut. Runt Sheringham Park är det ganska tätbefolkat, med 104 invånare per kvadratkilometer. Närmaste större samhälle är Sheringham, 2,8 km nordost om Sheringham Park. Trakten runt Sheringham Park består till största delen av jordbruksmark.